# Guido Schaffer
Guido Vidal França Schäffer (22 de mayo de 1974, Volta Redonda-1 de mayo de 2009, Río de Janeiro) fue un médico, surfista y seminarista brasileño declarado Venerable por la Iglesia católica, su proceso de canonización es promovido por la arquidiócesis de Río de Janeiro.
Desde joven tuvo pasión por el surf. Estudió medicina y dedicó sus primeros años de servicio a la atención de personas de escasos recursos, descubriendo una vocación al sacerdocio. Mientras estudiaba en el seminario mantuvo su profesión de médico atendiendo voluntariamente personas en estado de indigencia, de igual forma continuaba practicando surf. Esperaba ordenarse sacerdote en el año 2009, sin embargo falleció ese mismo año debido a una lesión en el cuello mientras surfeaba.
Luego de su muerte, la arquidiócesis de Río de Janeiro recibió testimonios de milagros y favores atribuidos a su intercesión, por lo que promovieron e iniciaron su proceso de canonización titulando a Guido como Siervo de Dios. También se le ha atribuido el seudónimo de «Ángel surfista».

## Biografía
Guido Vidal França Schäffer fue hijo de Guido Manoel Vidal Schäffer y Maria Nazareth França Schäffer, su padre es médico y su madre fue miembro de la Renovación Carismática Católica. Creció dentro de una familia acaudalada, en Copacabana, Río de Janeiro, donde aprendió a disfrutar de la playa y del surf. Desde el año 1993 al 1998 estudió Medicina en la Facultad Técnica Educativa Souza Marques.
En su trabajo como médico, desde 1999 a 2001 Schäffer se unió al personal clínico de los Pabellones 4 y 20 del Hospital Santa Casa de Misericórdia de Rio mudándose al mismo, y brindó atención gratuita a las personas sin hogar. En el año 1999, durante un retiro Guido escuchó a un sacerdote predicar el siguiente pasaje bíblico: «Nunca apartes tu rostro de los pobres y Dios nunca se apartará de ti» (Tob 4,7); en ese momento reflexionó cuántas veces le había evadido la mirada a los pobres, le pidió perdón a Dios y dijo: «Jesús, ayúdame a cuidar de los pobres». Luego conoció a las hermanas de la orden fundada por la Madre Teresa de Calcuta (Misioneras de la Caridad), cuya misión es el cuidado de los pobres. Sintió que Dios había escuchado su petición y le estaba dando la dirección que quería para sus estudios de medicina. Ofreció su trabajo a las Misioneras de la Caridad y comenzó a ayudar a indigentes en las calles.
Al leer el libro El hermano de Asís, de Ignacio Larrañaga, se sintió llamado al sacerdocio.  En el año 2000, después de visitar el santuario de Fátima, en Portugal, Guido sorprendió a su familia comunicándoles que quería ser sacerdote. Guido cumplió los primeros años de preparación para el sacerdocio desde el 2002 al 2007 en el Instituto de Filosofía y Teología del Monasterio de San Benito de Río de Janeiro. Concilió los estudios preparatorios del sacerdocio con su labor médica voluntaria y la predicación de la Palabra de Dios. En 2008 se incorporó al Seminario San José (Río de Janeiro) para culminar sus estudios religiosos en el 2009. Durante su preparación al sacerdocio organizó varios grupos de oración, incluyendo uno llamado «Surfistas de María» con quienes evangelizaba en las playas y rezaba el Rosario.

## Muerte
A los treinta y cuatro años, el 1 de mayo de 2009, año en que concluiría el seminario en la Iglesia católica, Schäffer se dirigió a la playa Barra da Tijuca en Río de Janeiro para surfear junto a sus amigos y celebrar la boda de uno de ellos que estaba programada para el día siguiente. La tabla de surf terminó golpeando el cuello de Schäffer, una lesión severa que le provocó inconsciencia y ahogamiento causándole la muerte. Desde entonces, comenzó a tener reputación como santo.
La misa fúnebre con el cuerpo presente, en la parroquia de Nuestra Señora de Copacabana, estaba repleta de aproximadamente 1700 personas de todos los lugares y clases sociales, incluyendo muchos sacerdotes y obispos. Su tumba fue puesta en un principio en el cementerio de Botafogo, al ser visitada por peregrinos continuamente la arquidiócesis de Río de Janeiro transfirió sus restos mortales a la Iglesia Nuestra Señora de la Paz, en Ipanema.
La vida de Schäffer quedó registrada en el libro O Anjo Surfista, publicado en 2013.

## Proceso de canonización
Después de su muerte, entre los surfistas devotos comenzaron a aparecer menciones de milagros y favores, atribuidos a la intercesión de Guido. Dichos testimonios fueron recibidos por la arquidiócesis de Río de Janeiro. El cardenal Orani João Tempesta, arzobispo de Río, tomó cartas en el asunto y delegó al vicario episcopal para las Causas de los Santos, padre Roberto Lopes, la postulación de Guido para su canonización. Posteriormente el cardenal Angelo Amato, prefecto de la Congregación para las Causas de los Santos, otorgó el nihil obstat en el 2014. El 20 de mayo de 2023, el papa Francisco aprobó el decreto de virtudes heroicas, por lo que Guido recibe el título de venerable siervo de Dios.

## Patronazgo
Existe devoción entre los surfistas y se le ha atribuido el seudónimo de «Ángel surfista». Además el cardenal Orani João Tempesta lo considera una inspiración para muchos jóvenes en el camino a la santidad, menciona: «Se puede ser joven, gustarte la playa, el surf, cantar y a la vez tener el corazón en Dios, siendo testimonio de Él delante de la gente, siendo un ejemplo de vida cristiana».